# 洗衣板

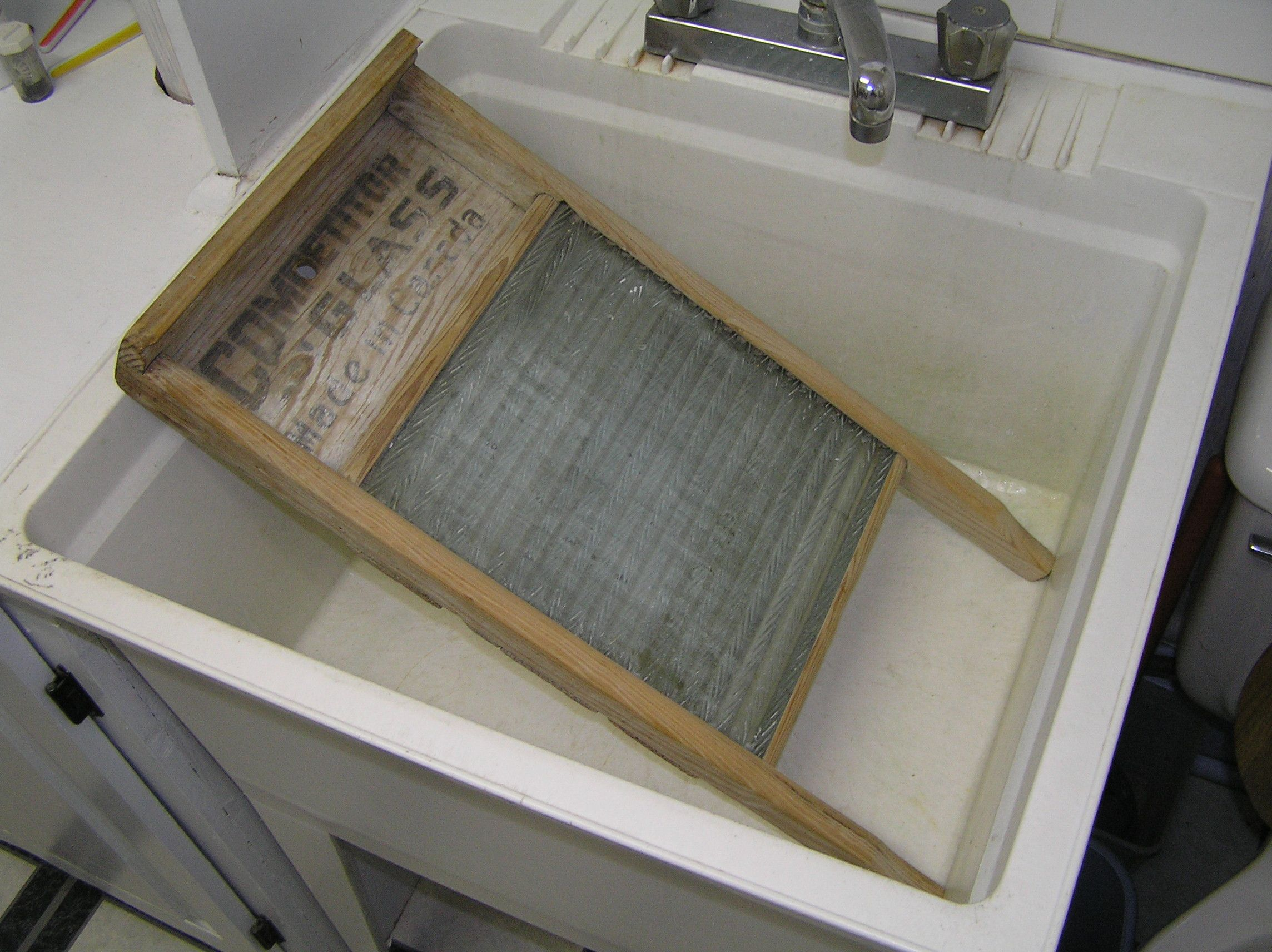
玻璃製洗衣板

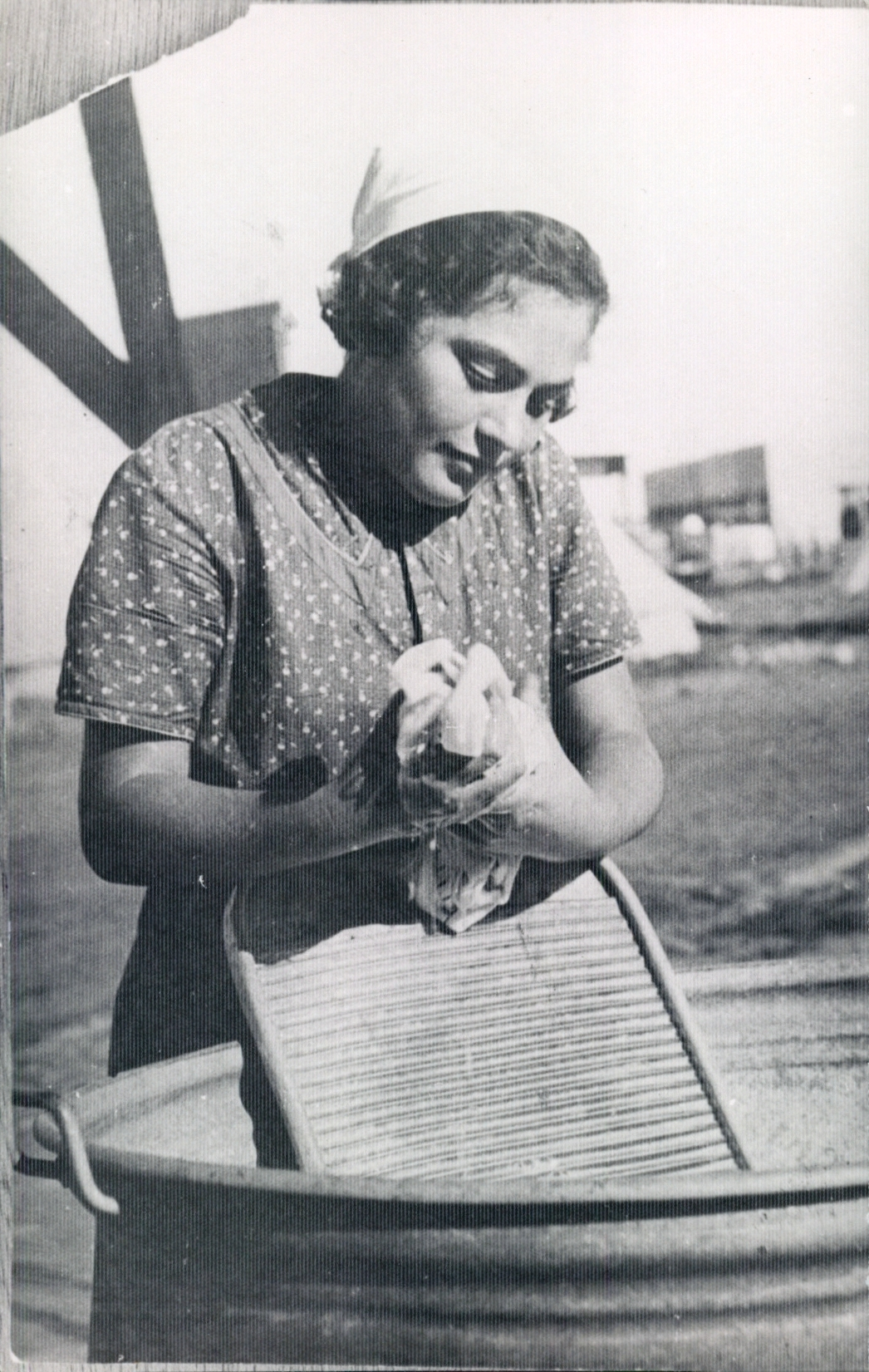
一名使用洗衣板的以色列吉布茨婦女

洗衣板（在中國北方地區又普遍稱為搓衣板）是一種專門用於洗衣的工具，世界上有許多地方使用洗衣板洗衣服。然而隨著服裝的清潔方式逐漸走向機械化，更節省勞動力的洗衣機逐漸取代洗衣板成為最多人使用的洗衣工具。然而，現代家庭結構改變，洗衣板有時也用於懲罰家庭成員，一般以跪姿使用。
傳統的洗衣板由矩形木框製成，木框中間有一塊带波浪形坑纹的板子，用於增加摩擦力。到了20世紀之後，金屬製的洗衣板變得普遍。1833年時，Stephen Rust獲得槽紋金屬洗衣板在美國的專利權。隨著洗衣板使用變得普遍，在一些華人地區甚至有附帶著洗衣板的盥洗盆，洗衣板和水槽一體成形由陶瓷製造。

## 原理
與使用腳來踩踏和使用棍棒敲打等方式類似，洗衣板籍著比徒手搓压更有效率的物理方式促使衣物纖維內的污垢分離出來。
當衣服壓迫在洗衣板上的坑纹時，其堅硬且高低不平表面会增强施加在衣物上的物理作用，因此增加洗衣的效率。

## 使用方法
将需要清洗的衣物加上水和洗衣液，然後在洗衣板上搓压或者压着衣物在板上来回推拉，直至衣服回復乾淨。把洗衣板靠近自己一方墊高使洗衣板向下傾斜，會使推拉更省力。

## 洗衣板作為一種懲罰
洗衣板同時也是一種隱藏於家居的刑具，要求被罰者跪在洗衣板上是一種體罰。其本質及原理和日本古時一種酷刑石抱相近，但造成的傷害較低。
跪洗衣板的懲罰在中國大陸比較普遍，一般由父母對犯錯的子女或伴侶與伴侶之間實施，嚴重者會被罰跪上數小時。也有自願跪洗衣板以作懇求某人原諒的情況。
被罰者以膝蓋跪在放置地上的洗衣板，膝蓋承受著身體的重量並壓迫在洗衣板的硬質凹凸紋，可以引起強烈的痛苦。皮肤下的血管在重壓下会破裂並形成瘀斑，其斑紋形狀與洗衣板坑紋一致，是此懲罰的特色之一。在短時間內，就會做成雙腳強烈的麻痹感。時間較長的話，跪後在短時間內會無法獨自以雙腳站立起來，但稍後即可如常活動。

### BDSM
在BDSM的層面上，跪洗衣板行為同時包含著臣服以及痛苦施加，有明顯的「做錯事情」的心理暗示效果。洗衣板和三角木馬性質相似，也是強迫身體接觸突刺表面，並以很小的面積承受全身的重量，形成壓迫性痛苦。如希望加重效果，可要求被罰者手持重物並舉在頭頂上。
它簡單而且有效地做到「身體緊迫」的效果，如果隨意移動身體會破壞雙膝所承受之壓力的平衡，引起更大的痛楚。受制者跪在洗衣板後，僅需要把雙手在背後縛起來就可以有效限制整個身體的活動。由於被縛的雙手無法幫助身體維持平衡，每當受制者嘗試扭動或搖晃身體時，會感到「更快」及更強烈的不適，形成反饋性約束。
支配者也可以在跪在洗衣板的受制者頭上放置一個盛了水的水杯，並要求受制者面對痛楚同時避免水杯跌下。這個簡單的約束會禁止受制者幾乎任何形式的掙紮，包括轉動頭部、彎曲腰部、挪動身體這些遇到痛楚時的自然反應，繼而約束受制者抗拒支配的心理，大幅增強「受虐體驗」。

### 替代方式
跪算盤作為懲罰方式在跪洗衣板變得流行起來之前就一直存在，而且現代中也常有使用。隨著科技發展，洗衣板漸漸被洗衣機取代而變得不常見，跪鍵盤的刑罰也變得流行起來，同時有也不同的變體，例如跪主機板。
另外一個簡單高效而且有效果的方法是跪木筷子。只需要把數雙木筷子相隔一些空隙排列在地上，再跪在筷子上。由於木筷子的邊緣比洗衣板的坑紋更銳利，因此效果更強。

## 大眾文化中的洗衣板

### 性別文化
洗衣板是對平胸女性一個常用的戲稱，在華人地區比較流行。
其流行的原因是洗衣板是十分常用的工具，同時木制洗衣板长期使用後波紋因磨擦而變得平坦，带有「應該有的起伏卻沒有了」的深層意思。此稱呼一般含貶意及侮辱成份，原因是乳房是女性的第二性徵，所以洗衣板背後的意思是指对象缺乏女性魅力。这一种對外表和性徵的言語批評和詆毀同时也是一種性騷擾，視環境及情況（例如發生在校園而且持續發生）也可能屬於欺凌行為
。
另外日文ペチャパイ（平胸的意思），由於其字源是「壓扁」正好符合洗衣板的特性，所以翻譯者往往將ペチャパイ翻譯為"洗衣板"，例如日本樂團Brief & Trunks的歌曲《次方的贫乳之歌》中的歌詞。

### 健美
洗衣板式腹肌（washboard abs，或 washboard stomach），形容身體上的腹肌像洗衣板一样，指經過負重訓練後多組直肌變得結實，呈現凹凸有致的立體感。

### 藝術
洗衣板可以作為打擊樂器使用。演奏者在手指上帶上金屬的指套，然後不停地在洗衣板上敲打。洗衣板常常一般與其他打擊樂器同時使用。例如藍調音樂使用洗衣板與小提琴、玩具小笛一起演奏。台灣樂團泥灘地浪人以自創的Jug band樂器（哨子、陶罐、洗衣板或洗臉盆）來創作音樂
。美國音樂人范德騰(John Vaughan)、霍力(Tim Hogan)於2014年在台灣演出「當鋼琴遇上洗衣板！」音樂會。
中國藝術家陶艾民的多件装置藝術作品《女人河》、《女人经》、《一个女人的长征》、《出水文物》、《女书》皆使用洗衣板作設計元素。其中《女书》以洗衣板拓片印在每一张书页上。以洗衣板上磨损的瓦楞和痕迹象徵女性在岁月流逝遗留下的痕迹，表现“永恒之女性”的主題。